# Джерлин, Руджеро
Руджеро Джерлин (итал. Ruggero Gerlin; 5 января 1899, Венеция — 17 июня 1983, Париж) — итальянский клавесинист.
Начал учиться игре на фортепиано в частной школе Эрминии Фольтран Карпене, затем окончил Миланскую консерваторию, после чего был призван на военную службу, которую проходил в Вероне. В свободный от службы вечер посетил концерт гастролировавшей в городе Ванды Ландовской и под впечатлением от её выступления, демобилизовавшись в 1920 году, отправился в Париж, чтобы учиться у Ландовской игре на клавесине. На протяжении 20 лет оставался ассистентом Ландовской, выступал с ней при исполнении клавирных дуэтов, в 1928 году выпустил первую сольную запись — сборник венецианских мелодий XVIII века.
В 1940 году был вновь призван в итальянскую армию в чине капитана, однако уже через год получил возможность выйти в отставку и начал преподавать в консерватории Сан-Пьетро-а-Майелла в Неаполе. В 1943—1978 гг. вёл также курсы клавесинистов в Академии Киджи, где среди его учеников были Анн-Мари Бекенстейнер, Бландин Верле, Югетта Дрейфюс, Эльжбета Стефаньска и другие. Одновременно вёл концертную деятельность с упором, прежде всего, на итальянский клавесинный репертуар, а также на произведения Иоганна Себастьяна Баха. Помимо многочисленных баховских записей, включая клавирные концерты (с солистами Оркестра Парижа под управлением Виктора Дезарзана, 1957), записал альбомы с сонатами Доменико Скарлатти, сюитами Георга Фридриха Генделя, полные собрания клавирных сочинений Луи и Франсуа Куперенов, Жана Филиппа Рамо, ряд ансамблевых альбомов (в том числе с флейтистом Жаном Пьером Рампалем); последний альбом записал в 1980 году. Редактировал издания клавирных сочинений Алессандро Скарлатти и Бенедетто Марчелло.